# Siilinjärvi
Siilinjärvi is een gemeente in de Finse provincie Oost-Finland en in de Finse regio Noord-Savo. De gemeente heeft een landoppervlakte van 400,97 km² en telt 21.232 inwoners (2022).

## Geboren
- Jyrki Katainen (14 oktober 1971), politicus
- Ilkka Herola (22 juni 1995), noordse combinatieskiër

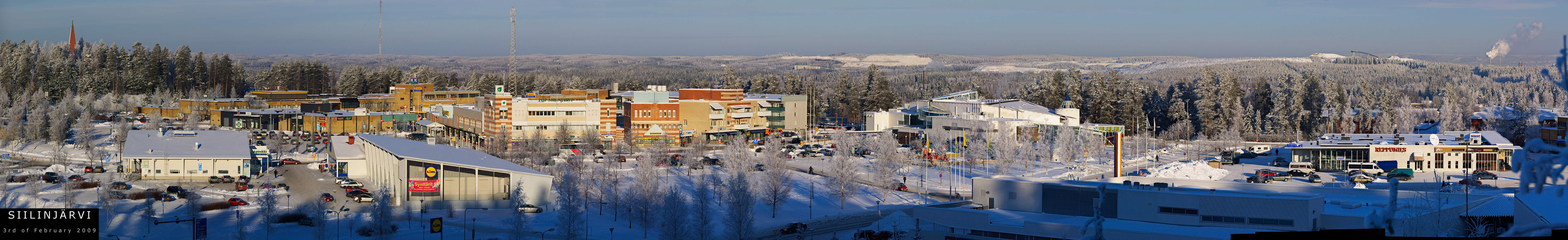
Siilinjärvi